# فرودگاه ایگل فارم
فرودگاه ایگل فارم (به انگلیسی: Eagle Farm Airport) یک فرودگاه همگانی و نظامی است . این فرودگاه در شهر بریزبن کشور استرالیا قرار دارد .